# ステファノ・センシ
ステファノ・センシ（Stefano Sensi,  1995年8月5日 - ）は、イタリア・ウルビーノ出身のサッカー選手。セリエA・ACモンツァ所属。イタリア代表。ポジションはMF。

## クラブ経歴

### キャリア初期
地元ウルビーノのチームからACリミニ1912のジュニアユースを経て、2010年にACチェゼーナのユースチームに入団。2012年にトップチームに昇格し、11月28日のコッパ・イタリアのアタランタ戦でプロデビュー。
2013年7月23日、セリエC２のサンマリノ・カルチョへのローン移籍に合意。9月85日のレッジャーナ戦で、リーグ戦初出場。ローン移籍2年目の2014-15シーズンは、33試合8得点を記録するなど、主力選手として成長した。
2015年にチェゼーナへ復帰し、8月20日のコッパ・イタリアのカルチョ・カターニア戦で、チェゼーナ加入後初出場。以降セリエBでのプレーながら中心選手となった。

### サッスオーロ
ユヴェントスFC、インテル・ミラノ、ACミランなどが獲得に興味を示す中、2016年1月13日にUSサッスオーロ・カルチョへの移籍が決まった後、ローン移籍の形でシーズン終了までチェゼーナに残留。2015-16シーズン終了後の6月28日に、正式にサッスオーロへの加入が発表された。以降主力選手として成長し、現在は国内の有利チーム以外に、FCバルセロナなどもセンシの獲得に興味を示していると言われている。

### インテル・ミラノ
2019年7月2日、インテルナツィオナーレ・ミラノに買い取りオプション付きのレンタルで加入。
2022年1月28日、出場機会を求めてUCサンプドリアへレンタル移籍することが発表された。。
2022年7月2日、ACモンツァへレンタル移籍することが発表された。
2023-24シーズンはインテルにレンタルから復帰したが出番はなく、冬にはEFLチャンピオンシップのレスター・シティFCへの移籍が移籍期間最終日に破談になった。
2024年7月1日、契約満了となりインテルを退団した。

### ACモンツァ
2024年8月8日、2年前までレンタルで在籍していたACモンツァにフリーで復帰した。

## 代表経歴
2012年、2015年とそれぞれU-17、U-20のイタリア代表に招集され、2018年11月にフル代表に初招集。20日にベルギーのヘンクで行われたアメリカ代表戦で、代表戦デビューで先発出場し、1-0の勝利に貢献した。
2019年3月26日、UEFA EURO 2020予選、 リヒテンシュタイン戦でフル代表初ゴールを決めた。2021年6月、ユーロ2020を戦う代表メンバーに選出されていたが、怪我で大会メンバーを外れることとなった。
その後は、代表招集メンバーから遠ざかっている。